# Georg Malmstén
Georg Malmstén (n. 27 iunie 1902, Helsingfors, Imperiul Rus – d. 25 mai 1981, Helsingfors, Finlanda) a fost un cântăreț finlandez.